# Sardaphaenops
Sardaphaenops is een geslacht van kevers uit de familie van de loopkevers (Carabidae). De wetenschappelijke naam van het geslacht is voor het eerst geldig gepubliceerd in 1956 door Cerruti & Henrot.

## Soorten
Het geslacht Sardaphaenops is monotypisch en omvat slechts de volgende soort:
- Sardaphaenops supramontanus Cerruti et Henrot, 1956